# Азербайджано-ивуарийские отношения
Азербайджанско-ивуарийские отношения — двусторонние дипломатические отношения между Азербайджанской Республикой и Республикой Кот-д’Ивуар.

## История
Дипломатические отношения между странами установлены 19 ноября 1996 года.

## Дипломатические отношения
Посол Кот-д’Ивуара в Российской Федерации также аккредитирован в Азербайджане.

## Экономические отношения
В 2019 году товарооборот между странами составил 101 740 долларов.